# Кфар-Хабад

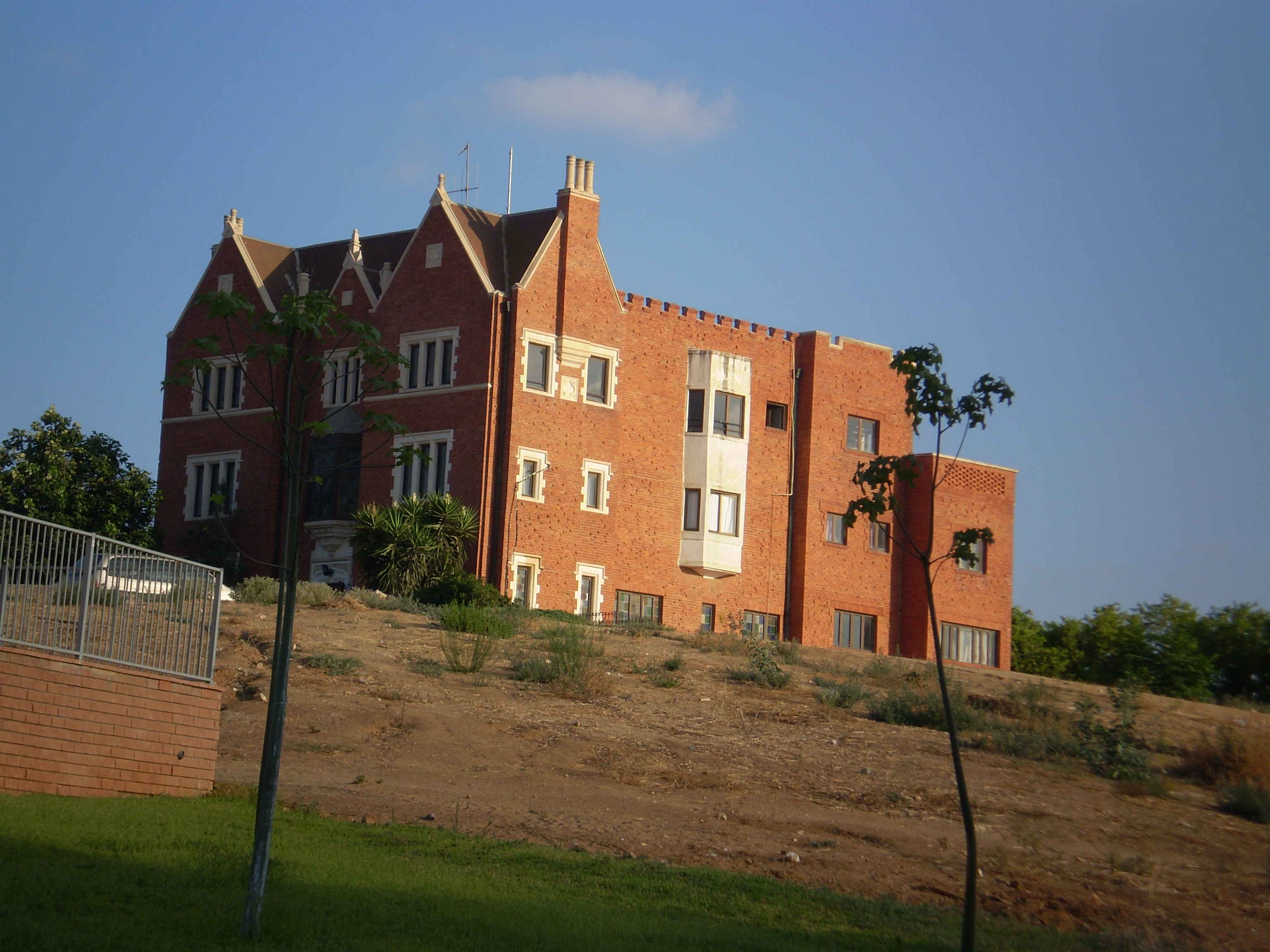
Расположенная в Кфар-Хабаде копия бруклинского всемирного центра движения Хабад.

Кфар-Хабад (ивр. כפר חב"ד‎) — религиозное поселение хасидов Хабада в Израиле. Было основано около Тель-Авива в 1949 году по инициативе 6-го любавичского ребе. Расположен в Центральном округе Израиля, недалеко от Лода и примерно в 8 км к юго-востоку от Тель-Авива, включает сельскохозяйственные угодья, а также многочисленные религиозные учебные заведения. Он также служит штаб-квартирой хасидского движения Хабад-Любавич в Израиле.

## История
Кфар Хабад был основан 6 мая 1949 года по инициативе 6-го любавичского ребе. Первыми жителями были в основном недавние иммигранты из Советского Союза, пережившие Вторую Мировую войну и сталинские репрессии. «The Jewish Observer» так писал про эту алию: «Было несколько примечательных аспектов этой алии. Члены Хабада отказались от всех предложений о помощи религиозных и политических организаций; они настаивали на том, чтобы отправиться на землю. Приспосабливаясь к современным методам ведения сельского хозяйства … Для них было честью жить так, как их учили. Это означало существование только того, что они зарабатывали своими трудами».
Первыми жителями были хасиды, прибывшие из Союза Советских Социалистических Республик и Соединённых Штатов Америки, а также выходцы из Марокко и Йемена.
Вскоре после создания поселения, раввин Йосеф Ицхак Шнеерсон направил приветственное письмо поселенцам, а также свиток Торы, и с тех пор эта дата[какая?] стала считаться днём основания деревни.
Каждый год в синагоге Бейт-Менахем в Кфар-Хабаде провоходят крупные празднования в честь 19-го кислева (праздник освобождения раввина Шнеура Залмана из Ляд из русской тюрьмы), 12 тамуза (праздник освобождения Шестого Любавического Ребе из советской тюрьмы), 18 элула (день рождения Алтер Ребе), 11-й нисана (день рождения Седьмого Любавического Ребе) с участием многочисленных гостей.

## Террористический акт в синагоге
11 апреля 1956 года, во время вечерней молитвы в синагоге, палестинские террористы вошли в синагогу и начали стрельбу без разбора. Пять детей и один учитель были убиты, ещё десять получили ранения.

## Население
По данным Центрального статистического бюро Израиля, население на начало 2020 года составляло 6 598 человек.